# Zubovići u Oglečevi (Novo Goražde)
Pour les articles homonymes, voir Zubovići u Oglečevi.
Zubovići u Oglečevi (en serbe cyrillique : Зубовићи у Оглечеви) est un village de Bosnie-Herzégovine. Il est situé dans la municipalité de Novo Goražde et dans la république serbe de Bosnie. Selon les premiers résultats du recensement bosnien de 2013, il ne compte aucun habitant.
Avant la guerre de Bosnie-Herzégovine, le village faisait entièrement partie de la municipalité de Goražde ; après la guerre, une portion de son territoire a été rattachée à la municipalité de Novo Goražde, intégrée à la république serbe de Bosnie.

## Démographie

### Répartition de la population par nationalités (1991)
En 1991, le village comptait 236 habitants, répartis de la manière suivante :